# Włodzimierz Iszczuk
Włodzimierz Iszczuk (ur. 1970 w Żytomierzu) – ukraiński dziennikarz i publicysta polskiej narodowości. 
Pracował w mediach ogólnoukraińskich (Wicze, Słowo Ukraińskie, Władza i polityka, Prezydencki Wiadomości) zajmując się tematyką polityczną i międzynarodową, publikował też w prasie polskiej. Obecnie jest redaktorem naczelnym wydawanego przez Zjednoczenie Szlachty Polskiej periodyku – Głos Polonii i portalu internetowego jagiellonia.org. 
Był zaangażowany także w działalność polityczną – kierował biurem prasowego obwodowego sztabu wyborczego Wiktor Juszczenki w trakcie wyborów prezydenckich w 2004 roku i partii Nasza Ukraina podczas wyborów parlamentarnych w 2006 roku.